# Thomas Nordahl
Thomas Nordahl (* 24. května 1946, Norrköping) je bývalý švédský fotbalista, záložník. Jeho otcem byl fotbalista Gunnar Nordahl.

## Fotbalová kariéra
Ve švédské lize hrál za Degerfors IF a Örebro SK, nastoupil ve 266 ligových utkáních a dal 100 gólů. V belgické lize hrál za RSC Anderlecht, nastoupil v 75 utkáních a dal 26 gólů. V Poháru mistrů evropských zemí nastoupil ve 4 utkáních a dal 1 gól a ve Veletržním poháru nastoupil v 17 utkáních a dal 6 gólů. Za švédskou fotbalovou reprezentaci nastoupil v letech 1967–1975 v 15 utkáních a dal 5 gólů. Byl členem švédské fotbalové reprezentace na Mistrovství světa ve fotbale 1970, nastoupil v utkání s Izraelem.

## Ligová bilance
| Ročník                     | Zápasy | Góly | Klub           |
| -------------------------- | ------ | ---- | -------------- |
| 1. švédská liga 1964       | 14     | 4    | Degerfors IF   |
| 1. švédská liga 1965       | 22     | 7    | Örebro SK      |
| 1. švédská liga 1966       | 22     | 15   | Örebro SK      |
| 1. švédská liga 1967       | 22     | 11   | Örebro SK      |
| 1. švédská liga 1968       | 11     | 8    | Örebro SK      |
| 1. belgická liga 1968/1969 | 25     | 10   | RSC Anderlecht |
| 1. belgická liga 1969/1970 | 25     | 9    | RSC Anderlecht |
| 1. belgická liga 1970/1971 | 25     | 7    | RSC Anderlecht |
| 1. švédská liga 1971       | 16     | 2    | Örebro SK      |
| 1. švédská liga 1972       | 20     | 6    | Örebro SK      |
| 1. švédská liga 1973       | 22     | 8    | Örebro SK      |
| 1. švédská liga 1974       | 26     | 16   | Örebro SK      |
| 1. švédská liga 1975       | 26     | 10   | Örebro SK      |
| 1. švédská liga 1976       | 19     | 4    | Örebro SK      |
| 1. švédská liga 1977       | 22     | 4    | Örebro SK      |
| 1. švédská liga 1978       | 24     | 5    | Örebro SK      |
| CELKEM 1. švédská liga     | 266    | 100  |                |
| CELKEM 1. belgická liga    | 75     | 26   |                |